# 天真爛漫
天真爛漫（てんしんらんまん）は、元の時代の中国からの言葉。

## 概要
飾ったり気取ったりすることなく、ありのままの状態であるような人物のことをいう。そしてそれが無邪気でありほほえましいようなさまのことである。
天真と爛漫が組み合わされて天真爛漫となっている。天真とは自然のままであるということを意味して、爛漫とは花が咲いていたり光輝いたりしている様を意味する。この天真爛漫という言葉には、元気で生き生きとしているという意味も含まれている。

### 由来
この天真爛漫という言葉は、元の時代の中国の陶宗儀によって書かれた『南村輟耕録』という書物から来ている。その書物の中にかつての自分自身が描いた絵の評価が書かれており、そこではその絵を天真爛漫で良い絵であったと評価している。ここでの天真爛漫とは、自分の心をありのままに表現できていたという意味であった。美しく咲いている花を、そのままの美しさで描くことができた素晴らしい作品であったということであった。